# Miguel Rebosio
César Miguel Rebosio Compans (Callao, 20 de octubre de 1976) es un exfutbolista peruano. Jugaba en la posición de defensa central. Tiene 48 años.
Alejado del fútbol, fue el ganador de la edición 2010 de El gran show: reyes del show, reality show de baile conducido por Gisela Valcárcel.

## Trayectoria
Formado en Cantolao, en 1994 y 1995 jugó el torneo de la segunda profesional con Unión Huaral y Guardia Republicana respectivamente.
Debutó en la profesional con Sporting Cristal en 1996, en un partido jugado en Chimbote ante Deportivo Pesquero, bajo la conducción técnica del brasileño José Luis Carbone. La tarde del 27 de octubre Rebosio se consagró por primera vez campeón nacional con el cuadro rimense bajo la conducción técnica de Sergio Markarian, en una tarde accidentada y memorable que lo celebró con toda la hinchada celeste. El año siguiente jugó su primera Copa Libertadores de América con el equipo celeste, logrando el subcampeonato continental en la Copa Libertadores de América, en 1998 logró el subtítulo con el equipo celeste. 
Jugó en el Cristal hasta el año 2000, luego viajó a jugar a Europa donde ganó dos Copas del Rey con el Real Zaragoza los años 2001 y 2004, donde compartió vestuario con David Villa. Luego jugaría por Alianza Lima y Sport Boys del Callao.
Regresó al equipo del Rímac en el año 2007, una lesión a la columna lo aleja del equipo en agosto de ese año. En el 2008 se va a la Universidad César Vallejo de Trujillo y en el 2009 campeonó en la segunda división con Sport Boys.

## Selección nacional
Ha sido internacional con la Selección de fútbol del Perú en 60 ocasiones.

## Clubes
| Club                      | País   | Año       |
| ------------------------- | ------ | --------- |
| Unión Huaral              | Perú   | 1994      |
| Guardia Republicana       | Perú   | 1995      |
| Sporting Cristal          | Perú   | 1996-2000 |
| Real Zaragoza             | España | 2000-2004 |
| U. D. Almería             | España | 2004-2005 |
| Alianza Lima              | Perú   | 2005      |
| Sport Boys                | Perú   | 2006      |
| PAOK Salónica             | Grecia | 2006      |
| Sporting Cristal          | Perú   | 2007      |
| Universidad César Vallejo | Perú   | 2008      |
| Sport Boys                | Perú   | 2009      |

## Palmarés
| Título                    | Club                | País   | Año  |
| ------------------------- | ------------------- | ------ | ---- |
| Segunda División          | Unión Huaral        | Perú   | 1994 |
| Segunda División          | Guardia Republicana | Perú   | 1995 |
| Primera División del Perú | Sporting Cristal    | Perú   | 1996 |
| Copa del Rey              | Real Zaragoza       | España | 2001 |
| Copa del Rey              | Real Zaragoza       | España | 2004 |
| Segunda División          | Sport Boys          | Perú   | 2009 |

## Televisión
| Año       | Título                          | Rol         | Notas                                   |
| --------- | ------------------------------- | ----------- | --------------------------------------- |
| 2010      | El gran show: segunda temporada | Concursante | 3° puesto                               |
| 2010      | El gran show: reyes del show    | Concursante | Ganador                                 |
| 2011-2012 | Combate                         | Concursante | Ganador (Temporada 1), ¿? (Temporada 2) |
| 2012      | Todos los bravos                | Coanimador  |                                         |
| 2012      | El gran show: edición especial  | Concursante | 4° puesto                               |